# Cataglyphis diehlii
Cataglyphis diehlii är en myrart som först beskrevs av Auguste-Henri Forel 1902.  Cataglyphis diehlii ingår i släktet Cataglyphis och familjen myror. Inga underarter finns listade.